# 벨키크르티시구

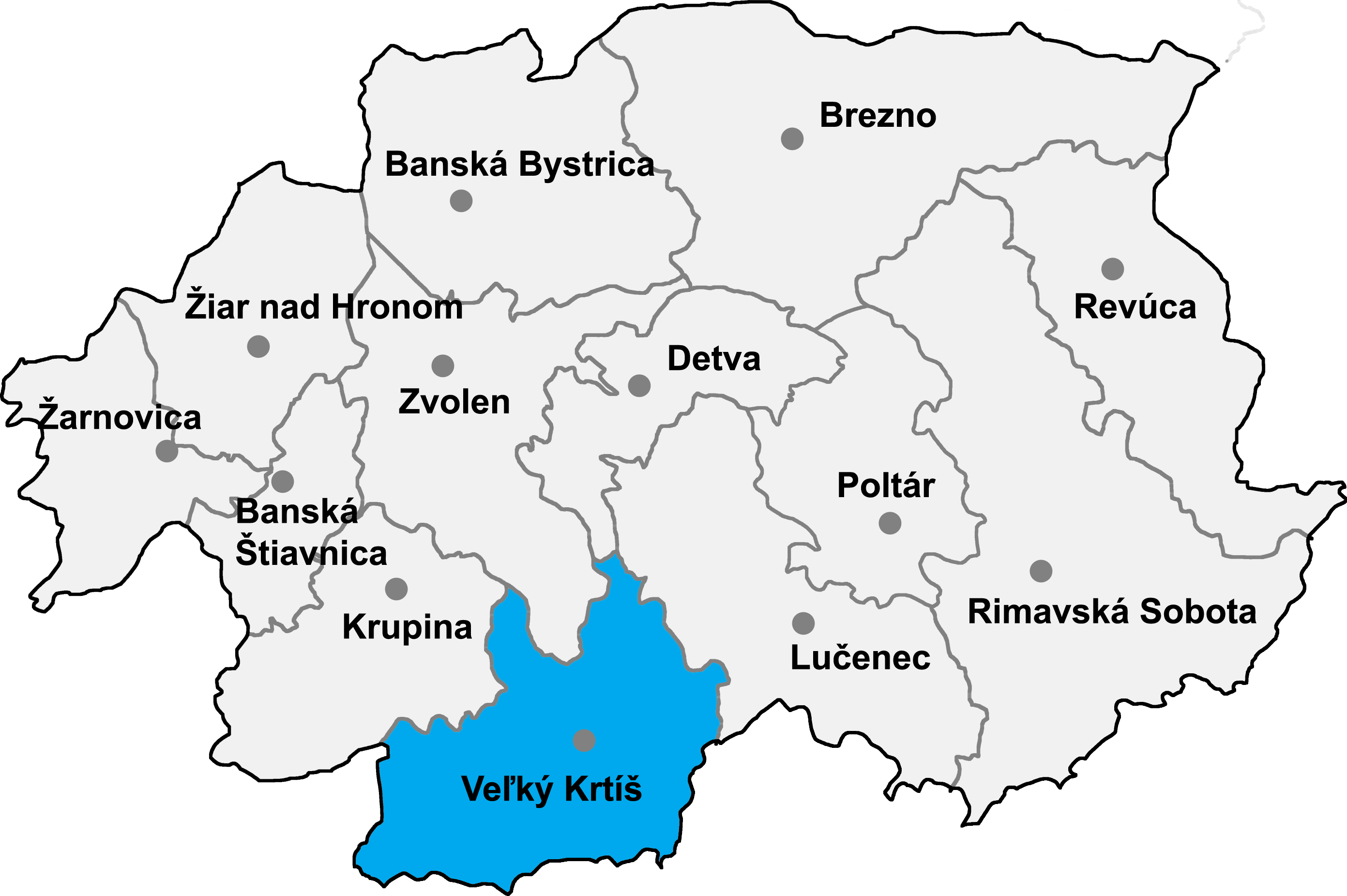
벨키크르티시구의 위치

벨키크르티시구(슬로바키아어: Okres Veľký Krtíš)는 슬로바키아 반스카비스트리차주를 구성하는 13개 구 가운데 하나로 행정 중심지는 벨키크르티시이며 면적은 848.22km2, 인구는 44,826명(2014년 기준), 인구 밀도는 52.85명/km2이다.
반스카비스트리차주 남서부에 위치하며 71개 지방 자치체(2개 시, 69개 마을)를 관할한다. 서쪽으로는 니트라주 레비체구, 북서쪽으로는 크루피나구, 북쪽으로는 즈볼렌구, 데트바구, 동쪽으로는 루체네츠구와 접하며 남쪽으로는 헝가리와 국경을 접한다.